# 蓮悟
蓮悟（れんご、応仁2年（1468年）- 天文12年7月16日（1543年8月16日）は、室町時代中期から戦国時代にかけての浄土真宗の僧。若松本泉寺住持。本願寺第8世法主蓮如の7男。母は伊勢貞房の娘蓮祐。妻は次兄蓮乗の娘。子に実教。養子に実悟。幼名は光寿丸、諱は兼縁。

## 略歴
応仁2年（1468年）、本願寺第8世法主・蓮如の7男として誕生。
幼くして次兄・蓮乗の元に養子に出されたと見られ（正確な時期は不明）、共に加賀・越中を転々とした。加賀一向一揆が一揆側の勝利に終わり、加賀国内が一応の安定を見た文明14年（1482年）に父の名代として加賀を訪れた長兄・順如の手によって得度した。本泉寺を継承した養父・蓮乗は病気がちであったため、得度した蓮悟へ寺務を譲り隠居、蓮悟が三兄の蓮綱、四兄の蓮誓と共に北陸門徒のまとめ役となる（賀州三ヶ寺）。
長享元年（1487年）、本泉寺を平尾谷（現在の石川県金沢市栃尾町・石黒町一帯）から河北郡若松荘（現在の金沢市）に移転し若松本泉寺を公称した。理由は平尾谷が門徒の出入りに不便だったから、または若松移転で浅野川などの流通路確保を図ったとされる。また移転の前年の文明18年（1486年）から蓮悟の名が史料に現れるようになり、『後法興院記』文明18年8月24日条には近衛家から年貢未進の領地の代官に蓮綱と共に任命されたことが記され、背景は加賀の郡中（郡の本願寺門徒武士の一揆）と本泉寺が密接な関係にあったからと推測されている。なお、蓮綱の松岡寺と蓮誓の光教寺も郡中と繋がりがあり、賀州三ヶ寺が郡中と密接な関係を築いて加賀の支配を強化していることが浮き彫りになっている。
翌長享2年（1488年）に長享の一揆が起こり加賀守護・富樫政親が倒されると、その後の加賀の支配は蓮悟と蓮綱主導の「両御山」体制に移された（蓮誓も協力する事になっていたが、越中門徒の指導にも当たり、2人の補佐役にとどまった）。明応8年（1499年）に蓮如が亡くなると、父の遺言を遵守する『兄弟中申定条々』に他の兄弟達と共に連署した（他に蓮綱・蓮誓・実如・蓮淳）。『天龍寺文書』の明応9年（1500年）10月13日条には天龍寺領だったが農民に横領された大野荘の代官から、蓮綱との連名で金品を送られ所領回復の働きかけがあったことが書かれ、蓮綱共々加賀の有力者として認識されていたことが示されている。
永正3年（1506年）には細川政元と結んだ五兄・実如から能登・越中方面の軍事指揮官に任命され一揆の指揮を執った。能登方面は守護畠山義元・慶致兄弟の反撃で敗北したが、越中は門徒が制圧（越中一向一揆）、迎撃に向かった越後守護代長尾能景を般若野の戦いで討ち取った。大永元年（1521年）と翌2年（1522年）に加賀一向一揆を率いて再び能登方面の指揮を執ったが、加賀の郡中が率いた一揆勢が勝手に撤退したことに驚愕して実如へ注進、実如から郡中への叱責があったこと、細川高国の斡旋で能登との和睦が結ばれたことで一段落したが、両御山体制の統率に亀裂が生じていた。
学識豊かで実父蓮如や実如からは頼りにされた反面、冷徹で人情味に欠けていたという。異母弟の実悟を幼い頃から養子に迎えたが、永正2年（1505年）に河内門徒が実悟の同母兄・実賢を法主に擁立する陰謀の発覚（大坂一乱）や、同5年（1508年）には実子の実教が生まれたため、次第に実悟を疎んじるようになった。やがて蓮悟による仕打ちが始まり、生母が一向一揆と敵対する畠山氏出身という理由で実悟は末寺の住職に移された。更には永正16年（1519年）に本願寺が「一門一家制」を導入すると、実悟は蓮如の子という血筋でありながら、蓮悟の意見によって最上級の「連枝」ではなく最下級の「一家」に編入されている。
また末寺や門徒に対しても厳しい態度を取る事が多かった。蓮悟らによって進められた永正3年の越前朝倉氏攻め失敗（九頭竜川の戦い）の煽りを受けて越前を追放された本覚寺住持・蓮恵が、永正15年（1518年）に蓮悟に対して責任を追及したが、逆に本願寺法主である実如に蓮恵の破門を進言して最終的に屈服させている。そのため、各所から恨みを買う事が多かったといわれる。
ところが、法主が証如の代に入ると、証如と後見である蓮淳（蓮如の6男、証如の外祖父）は法主による一門統制を強める政策を決定。その遂行のために蓮淳の婿で加賀の末寺の1つ超勝寺の住持・実顕が代官に任じられて両御山体制を否認する命令を加賀各地に出した。これに対して蓮悟や蓮慶（蓮綱の嫡子）、顕誓（蓮誓の嫡子）が反発し、先の法主である蓮如・実如が定めた一門衆の指導への服従を定めた規則に反するとして超勝寺討伐のための一揆を起こした。
しかし、蓮淳は現法主の代理である実顕を討つ事は本願寺法主に対する反逆であるとして畿内・東海の門徒に超勝寺救援の命令を発布。これを知った加賀門徒は動揺して分裂し、享禄4年（1531年）に蓮悟は能登に逃れた（大小一揆）。蓮淳は仕方なく証如の名において蓮悟とその家族を破門し、反逆者として門徒が彼らを処刑する事を許した。命令は実行され、翌享禄5年1月26日（1532年）には潜伏先の越前で蓮悟嫡男・実教が毒殺された。蓮悟は自治都市である和泉堺に逃げ込んだために辛うじて生き延びた。
天文12年（1543年）、破門は解かれる事はなく、堺で零落したまま76歳で死去。